# Sadleriana cavernosa
Sadleriana cavernosa is een slakkensoort uit de familie van de Hydrobiidae. De wetenschappelijke naam van de soort is voor het eerst geldig gepubliceerd in 1978 door Radoman.